# Nazisploitation

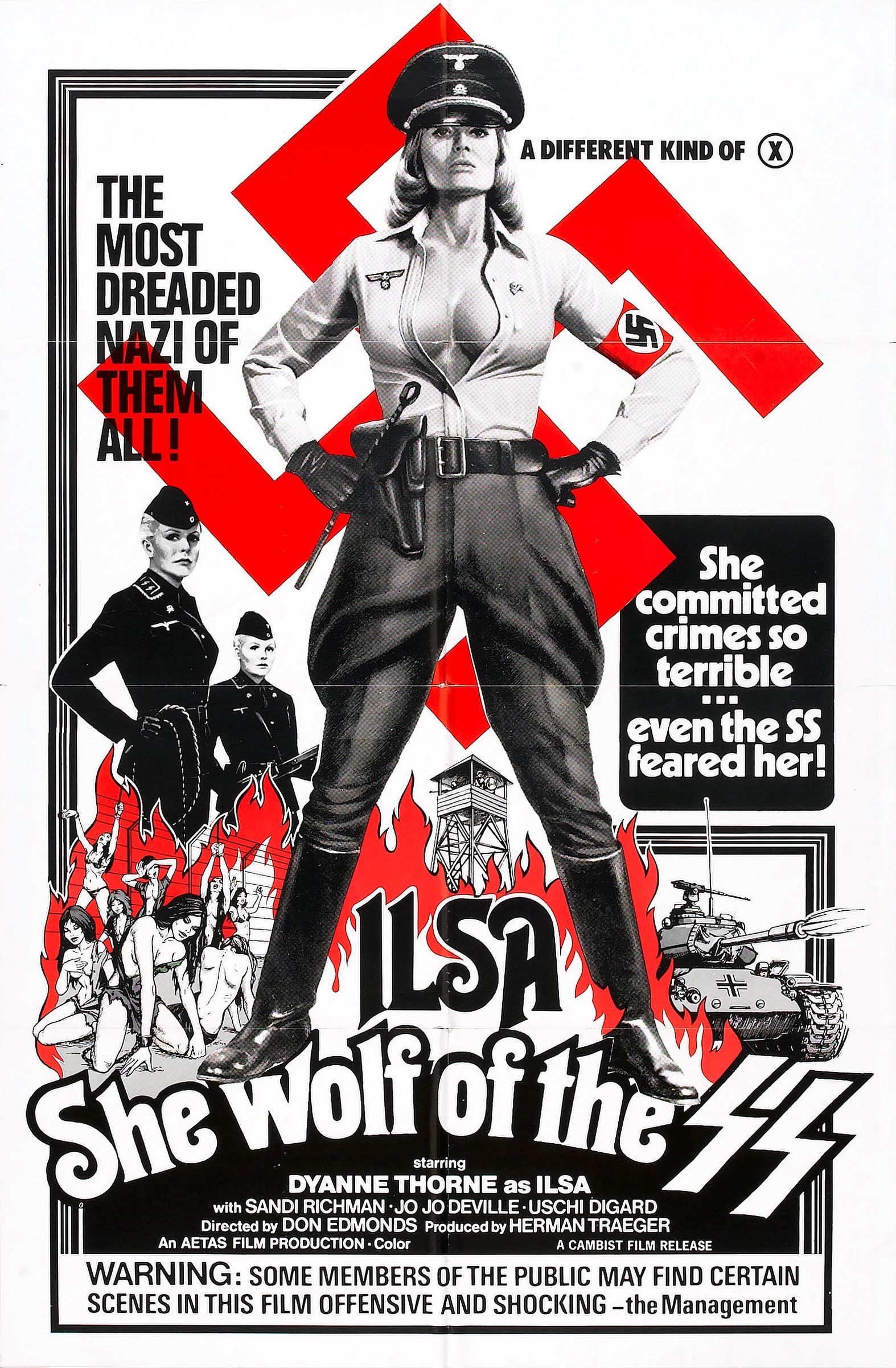
Cartell d'Ilsa, She Wolf of SS

El nazisploitation és un subgènere cinematogràfic, sovint eròtic, relacionat amb el nazisme (exemple: crims sexuals durant la II Guerra Mundial). En la major part de produccions, el protagonista és femení, que apareix sempre en un camps de concentració o d'extermini o en un bordell nazi. Se sol posar èmfasi en el sadisme, el gore i la degradació.

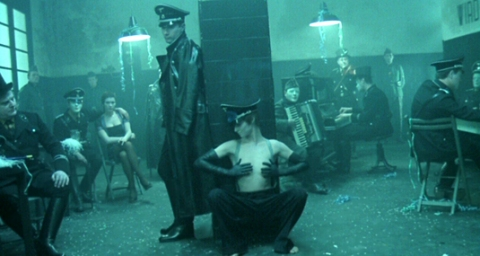
Fotograma d'Il portiere di notte

Un dels títols de renom quant a la temàtica és la producció canadenca de 1974: Ilsa, She Wolf of the SS. El sorprenent èxit i les seves successives seqüeles, van portar als cineastes europeus, la majoria d'Itàlia, a produir dotzenes de films. Igual que la sèrie cinematogràfica d'Ilsa, les altres pel·lícules van ser èxits de taquilla fins a mitjan dècada de 1980. Aquestes pel·lícules són conegudes com a part del cicle "Il Sadiconazista", les quals van ser inspirades per obres com Il portiere di notte de Liliana Cavani (1974), Salò o le 120 giornate di Sodoma de Pier Paolo Pasolini (1975) i Saló Kitty de Tinto Brass (1976). Altres cineastes prominents dins del gènere van ser: Paolo Solvay, Cesare Canevari i Alain Payet.

## Història

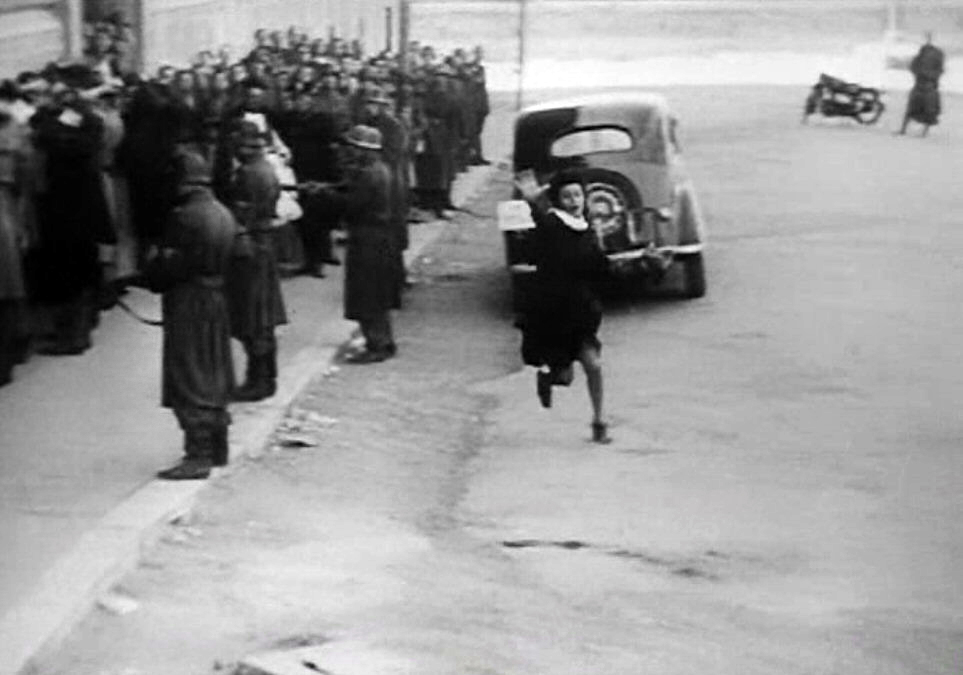
Fotograma de Roma, ciutat oberta

Els directors cinematogràfics italians van ser pioners a l'hora de combinar l'erotisme amb la temàtica nazi. Un exemple és Roma, ciutat oberta, dirigida per Roberto Rossellini en 1945. Un altre projecte del mateix cineasta va ser Alemanya, any zero de 1948 en la qual la temàtica era l'homosexualitat i la pedofília dins del nazisme. En 1969 Luchino Visconti va dirigir La caduta degli dei, considerada controvertida en l'època pel seu contingut explícit. Altres exemples relacionats amb la sexualitat i el nazisme es troben en produccions de l'Alemanya Occidental com Des Teufels General i Lebensborn, de 1955 i 1961 respectivament.
The Pawnbroker de 1964 incloïa una escena de nuesa femenina a les dutxes d'un bordell d'un camp de concentració. El thriller Giallo de 1970: Nelle pieghe della carne tenia una altra escena similar en la qual un grup de dones atractives caminaven nues cap a una cambra de gas.

### La influència d'Ilsa

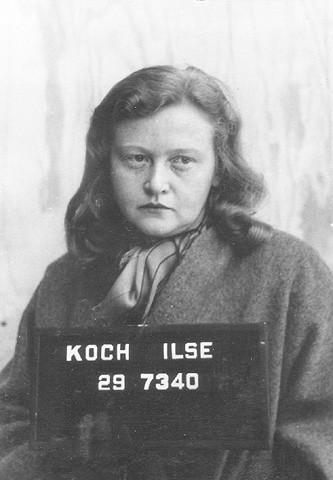
Ilse Koch va servir d'inspiració per la creació d'Ilsa

Una de les pel·lícules més avantguardistes va ser Love Camp 7, on el productor David F. Friedman hi va tenir un petit paper. Posteriorment produiria Ilsa, She Wolf of the SS. La protagonista del film era una comandant d'un camp sàdica i nimfòmana interpretada per Dyanne Thorne. A part de les escenes sexuals, Ilsa sotmetia als seus presoners, tant homes com dones a experiments científics igual que va fer Josef Mengele en la vida real a Auschwitz.
El personatge d'Ilsa va estar inspirat en Ilse Koch, esposa d'un comandant del camp de Buchenwald i que va ser coneguda com "la Bruixa de Buchenwald" pels seus tractes cap als presoners, als que sotmetia a tortures sexuals i fins i tot feia llums amb la seva pell.
El sadisme, la degradació, l'esclavitud sexual i la tortura gràfica va formar part dels films relacionats amb Ilsa, que va tenir diverses seqüeles arran de l'èxit dins del gènere grindhouse. En 1976 Thorne va protagonitzar Ilsa, Harem Keeper of the Oil Sheiks, el 1977 Ilsa, the Tigress of Siberia i Ilsa, the Wicked Warden.

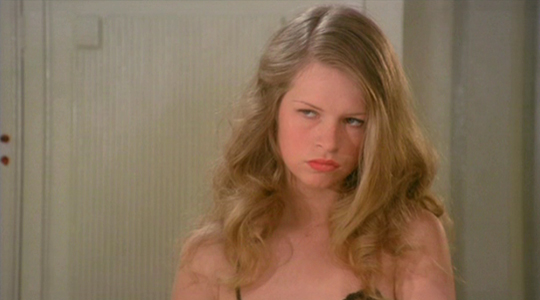
Teresa Ann Savoy a "Saló Kitty"

### Nazisme cinematogràfic a França i Itàlia
Els cineastes europeus també van crear el seu propi arquetip d'Ilsa. En 1977 l'actriu Malisa Longo va participar en Helga, la louve de Stilberg, on va interpretar a una comandant sàdica d'un camp de concentració per a dones. Aquell mateix any actuaria a Fräulein Devil i a Saló Kitty. Aquestes produccions van ser rodades en paral·lel amb Train spécial pour Hitler per la productora francesa Eurociné.
Una de les produccions més notòries va ser La bestia in calore, film italià de 1977 protagonitzada per l'actriu belga Macha Magall en el paper de la Dra. Ellen Kratsch, una rossa i gèlida agent nazi atractiva alhora que pèrfida. La producció d'aquesta pel·lícula va ser prohibida a Anglaterra per les seves escenes de violència i sexe gràfiques.
Aquest subgènere va presentar una oportunitat per als estudis italians per a produir pel·lícules de terror de baix cost. Aquestes pel·lícules van ser diferents a les d'Ilsa en diversos exemples, per exemple: se centren en els aspectes extrems de l'abús humà.
Alguns dels títols destacats de 1976 són Lager SSadis Kastrat Kommandantur, pel·lícula softcore dirigida per Sergio Garrone, i Casa privata per le SS de Bruno Mattei, qui també va dirigir KZ9 - Lager di sterminio, protagonitzada per Lorraine De Selle i inspirada en experiments realitzats sobre humans. A Le deportate della sezione speciale SS John Steiner apareix com un sàtir que després d'enamorar-se d'una jueva perd la seva virilitat. Una altra producció és Kaput Lager - Gli ultimi giorni delle SS, també dirigida per Batzella i ambientada en un camp de concentració situat en un desert on són freqüents les tortures.
En 1977 es va estrenar: L'ultima orgia del III Reich, que descriu l'afer entre el comandant d'un camp de concentració i una presonera. Una altra producció idèntica va ser SS Experiment Camp amb el mateix repartiment artístic i tècnic. Altres títols destacats són Le lunghe notti della Gestapo i La svastica nel ventre.

### Nazisme pornogràfic
Les pel·lícules dirigides a un públic adult han recorregut a escenaris nazis amb l'objectiu de donar un clímax hardcore típic de les pel·lícules sadomasoquistes entre els anys 70 i 80. Diversos exemples són Hot Nazis dels germans Mitchell, Nazi Love Island (també coneguda com Prisoner of Paradise) amb John Holmes i Seka i Hitler's Harlot. En 1982 Angelique Pettyjohn va actuar en Stalag 69 com a arquetip d'Ilse Koch. L'argument va estar inspirat en Love Camp 7.
Fins als anys 2000 es van deixar de produir films. A partir de 2005, la productora hongaresa Mood Pictures va produir Gestapo, Gestapo 2 i Dr. Mengele, aquesta última en 2008.

### Al cinema contemporani
Com a tribut de Robert Rodriguez i Quentin Tarantino al cinema d'exploitation, Rob Zombie va crear en 2007 un tràiler per a una "pel·lícula inventada" titulada Werewolf Women of the SS protagonitzada per Nicolas Cage i Udo Kier. D'acord amb Zombi: "bàsicament, vaig tenir dues idees. Anava a ser un film sobre el nazisme o bé sobre dones preses. Finalment em vaig decantar pels nazis. En films com Ilsa, la lloba de les SS, Fräulein Devil i Love Camp 7 sempre trobo el més bizarro del gènere". Iron Sky i Nazis at the Center of the Earth (ambdues de 2012) tenen una vena similar.

## Temàtica
La major part de les produccions estan ambientades en stalags (camps d'internament) per a dones. Els botxins són homes i dones representats com a oficials de camp abillats amb uniformes de les SS. És habitual que parlin un alemany xampurrejat i inventat amb fals accent alemany. El paper dels "oficials" consisteix a "experimentar" amb les preses com a excusa per a implementar violència física extrema, tal com fes Mengele en el passat. També és freqüent les escenes sexuals i el nudisme de les preses. El nivell de violència descrita en aquestes pel·lícules van al mateix temps que el gore.
Cal destacar que aquest gènere se centra principalment en oficials de les SS femenines, que són representades luxurioses i de físic exuberant. Quant al rol dels presos, en estar ambientat en un camp nazi, aquests solen ser representats com a presoners de guerra aliats i no civils jueus.
En canvi, hi ha altres produccions que no segueixen el mateix cànon com Freudenhaus ou Bordel SS, dirigida per José Bénazéraf el 1978 i Saló Kitty de Tinto Brass (el 1976). Aquests films no solen incloure's dins de la categoria "prototípica" del nazi exploitation, sinó en el gènere de cinema artístic.
Laura Frost va escriure en el seu llibre: Sex Drives: Fantasies of Fascism in Literary Modernism (2002) (ISBN 0801487641) qué "aquest gènere forma part d'un problemàtic intent de connectar la perversió política (i.e. feixisme, militarisme, genocidi) amb la perversió sexual (i.e. sadomasoquisme, homosexualitat, transvestisme i pedofília)."

## Literatura israeliana
A Israel específicament, durant la dècada de 1960, "ficció Stalag" eren llibres de butxaca les històries dels quals se centraven en les característiques úniques d'aquest gènere. Els fenòmens van tenir lloc en paral·lel al judici d'Eichmann de 1961. Les vendes d'aquesta literatura pornogràfica van batre tots els rècords a Israel, ja que es van vendre centenars de milers de còpies als quioscos.
Foren inspirats en l'obra de Ka-tzetnik 135633 House of Dolls, les experiències d'una noia jueva prostituïda a la "Divisió de l'Alegria" (Block 24) del camp d'Auschwitz, la factualitat del qual és discutida.